# Zaque
Zaque était le titre de noblesse des gouvernants de la partie nord de la Confédération Muisca, dans l'altiplano Cundiboyacense. Son siège de gouvernement se trouvait dans la ville de Hunza, aujourd'hui Tunja.
Lorsque Gonzalo Jiménez de Quesada arriva dans la région, Quemuenchatocha était le zaque régnant.

## Zaques de Hunza
- Hunzahúa (? - 1470)
- Michuá (es) (1470 - 1490);
- Quemuenchatocha (1490 - 1537), occupait le trône lors de l'arrivée des conquistadors espagnols;
- Aquiminzaque (es) (1537- 1541), dernier zaque de Hunza.